# Justin Gaspar
Justin Xavier Nestor Marie Joseph Ghislain Gaspar (Mabompré, 3 mei 1912 - 10 oktober 1999) was een Belgisch volksvertegenwoordiger.

## Levensloop
Gaspar promoveerde tot doctor in de rechten. Hij vestigde zich als advocaat in Bastenaken.
Hij werd verkozen tot PSC-volksvertegenwoordiger voor het arrondissement Aarlen en vervulde dit mandaat tot in 1965. Hij oefende de functie van quaestor uit in de Kamer, van 1961 tot 1965.